# Les Baürtes
Les Baürtes és un indret del terme municipal de Conca de Dalt, a l'antic terme d'Hortoneda de la Conca, al Pallars Jussà, en territori que havia estat de l'antic poble de Perauba.
Està situat al vessant de llevant del Roc de Sant Cristòfol, a l'esquerra de la llau de Perauba. La Canal d'Alzina travessa pel mig les Baürtes.